# يحيى بن يوسف الزمي
أبو زكريا يحيى بن يوسف بن أبي كريمة الزمي، إمام حافظ من أئمة الحديث الثقات، ينحدر من قرية من خراسان، سكن بغداد، وكان من كبار المحدثين الرحالة، قال حاتم بن الليث: مات سنة تسع وعشرين ومائتين.

## روايته للحديث
- حدث عن: شريك، وضمام بن إسماعيل، وأبي الأحوص، وأبي المليح الرقي، وطبقتهم، فأكثر.[1]
- حدث عنه: البخاري، والقاضي أحمد بن محمد البرتي، وعثمان بن خرزاذ، وعلي بن أحمد بن النضر، وأبو بكر بن أبي الدنيا، وأحمد بن الحسن الصوفي، وروى له: ابن ماجه أيضًا.[1]

- الجرح والتعديل: أبو حاتم الرازي: هو عندي صدوق، أبو حاتم بن حبان البستي: ذكره في الثقات، أبو زرعة الرازي: ثقة، أحمد بن حنبل: صدوق وأثنى عليه، ابن حجر العسقلاني: ثقة، عبد الباقي بن قانع البغدادي: ثقة.[4]